# Marc Valeri Paulí
Marc Valeri Paulí (en llatí Marcus Valerius Paulinus) va ser un noble i militar romà, amic de Vespasià abans que fos emperador. Havia nascut a Forum Julii on posseïa una gran hisenda. Formava part de la gens Valèria, una molt antiga gens romana.
Va servir com a prefecte del pretori i va aconseguir que moltes de les tropes que havien servit a Vitel·li a la província de la Gàl·lia Narbonense, passessin al bàndol de Vespasià. Aquest el va nomenar procurador (governador) d'aquella província l'any 69.
Després va servir a la Primera guerra Judeoromana i va arribar a cònsol en temps de Trajà, l'any 101. Va ser amic i corresponsal de Plini el jove, que li va dirigir almenys cinc cartes, que es conserven.